# 容克 (尊稱)
容克 是一個贵族尊称，源自中古高地德語“Juncherre”，意为“青年贵族男子”或“年轻的大人”（由jung和Herr衍生而来）。该尊稱通行于过去的欧洲的德语、荷兰语以及斯堪的纳维亚语区。由于受到波罗的海德意志人的影响，俄罗斯帝国亦使用该尊称，直到1917年俄国革命为止。目前，格鲁吉亚军队依旧用该词称呼国防学院的学生军官。

## 尊称
在勃兰登堡，容克原本是对未经过称号授予仪式的高级自由贵族（Edelfrei，享有帝国直辖地位）的称呼。后逐步发展为对年轻贵族或小贵族（有时政治地位较低）的统称，這一稱呼有“鄉紳”之意。
馬丁·路德在瓦爾特堡曾谎称自己是“容克约尔格”(Junker Jörg)；他后来曾嘲笑英格兰国王亨利八世是“容克海因茨”（Juncker Heintz）
很多容克家族虽是贵族，但他们的姓氏之前却只有冯（von）或楚（zu）等介词，并无其他等级头衔。容克头衔的缩写是“Jkr.”，通常都放在名字和头衔之前，例如Jkr. Heinrich von Hohenberg。容克的阴性对等词是容克夫人（Junkfrau，缩写Jkfr.）只会偶尔出现。在个别情况下，男爵（Freiherren）与伯爵（Grafen）也会使用“Jkr.”作为头衔。

## 使用
在历史上，容克（及其同源词）在欧洲的整个德语区都是贵族尊称。在今日的荷兰与比利时，容克的荷兰语变体“Jonkheer”的传统含义依旧通行。
在一些国家，容克在德语和斯堪的纳维亚语言中的另一个形式是“Kammerjunker”，与法语中的“贴身跟班”意义相同，拥有该职衔的一般都是在宫廷服务于王侯的青年贵族男子。Kammerjunker的等级低于内侍（Chamberlain），但高于Page（青年侍从）。在使用德语和斯堪的纳维亚语言的军队里，容克也指代军事职位，比如Fahnenjunker（军校学员）以及斯堪的纳维亚语言中的fanjunkare等。
在丹麦，容克一词指代青年领主，原指中世纪公爵或伯爵的儿子，但也指地主特权阶级成员。1375年前，该尊称亦适用于丹麦王室的子嗣。在王室内部，Kammerjunker头衔也通行。

## 在普鲁士的现代通俗用法
在现代普鲁士历史中，容克的含义逐渐通俗化，有地产的贵族也被稱為容克，该阶层控制几乎所有土地和政府，容克也可泛指普鲁士地产所有者，无论所有者的贵族地位如何。随着德意志帝國于1871年成立，容克阶级主宰德国中央政府以及普鲁士军队。该阶层在这一时期的主要代表是奥托·冯·俾斯麦侯爵。普鲁士的“容克阶级”总是与德国西部及南部州份（比如汉堡或巴伐利亚这样的天主教州份）的精英阶层差距悬殊，在这些地方，普鲁士“容克阶级”总是遭到蔑视。二战后，因德意志國防軍大部分军官都出身容克阶级，该阶级经常被斥责是普鲁士军国主义之主力，助纳粹上台，因而引发第二次世界大战。因此戰後德国苏占区开始了土地改革，目的与苏维埃集体化政策一致，德国苏占区在政治宣传中號召打击容克阶级，代表性口号有“容克的土地在农民的手里”（Junkerland in Bauernhand）。